# Барка (город)
Ба́рка (др.-греч. Βάρκη) — древний город в Северной Африке (Киренаика). Располагался возле современного ливийского города Эль-Мардж. Впоследствии от названия города произошло арабское название всей области Киренаика — Барка (араб. برقة‎).

## История

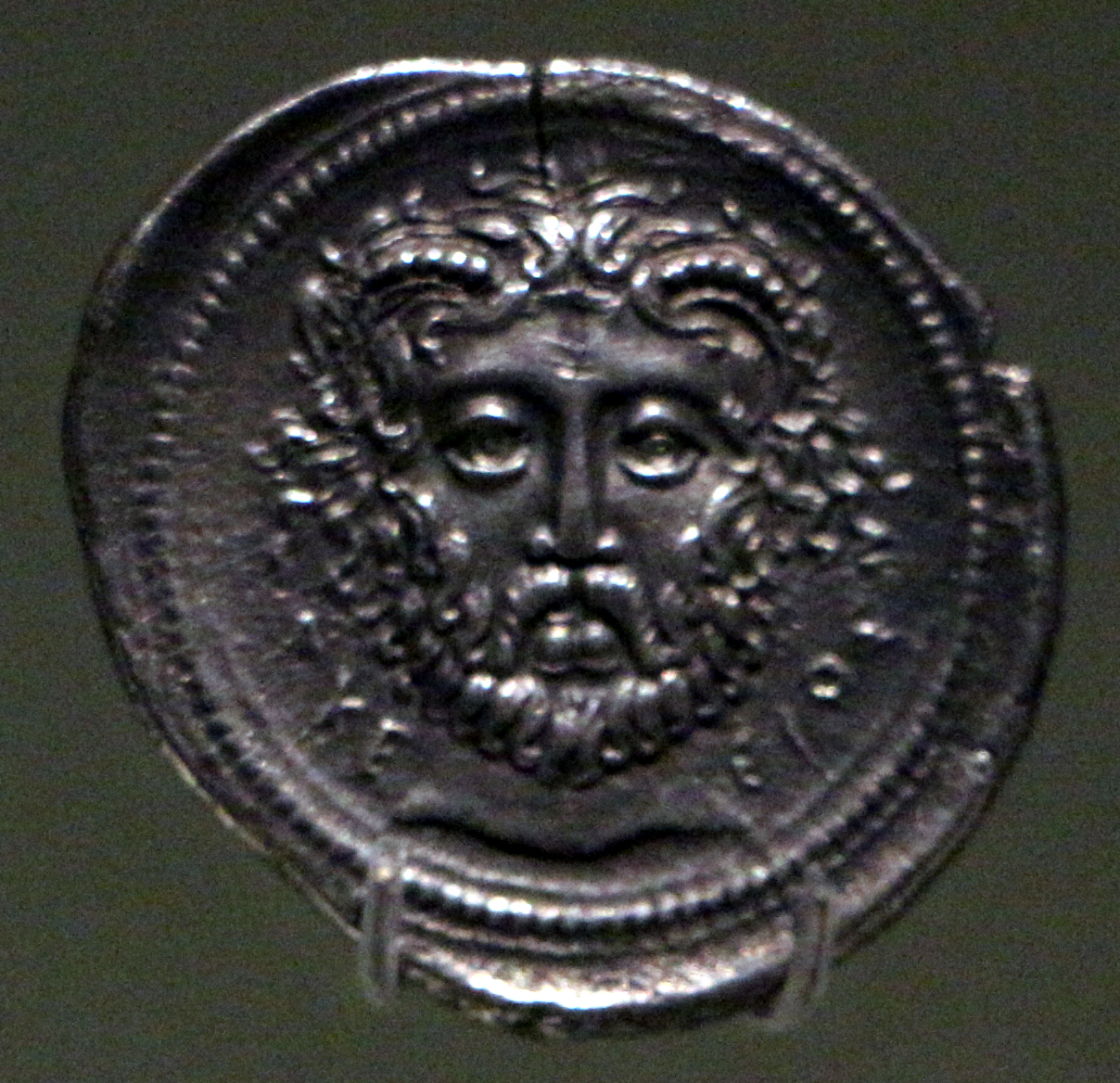
Монета Барки. Около 400—350 до н. э. Музей Галуста Гюльбенкяна

Согласно Геродоту, город был основан братьями царя Кирены (греческой колонии в Северной Африке) Аркесилая II, которые, поссорившись с ним, покинули Кирену и решили обосноваться на новом месте. Историками это событие датируется серединой VI века до н. э., называются 560, 554 или 540 годы до н. э. Вероятно, к этому времени там уже существовало поселение местных племён, известных как хорошие наездники и коневоды. Во время основания города братья подстрекали ливийцев восстать против Кирены. При подавлении восстания киренцы потерпели тяжёлое поражение, а Аркесилай II занемог и вскоре погиб. В дальнейшем Барка, очевидно, сохраняла независимость от Кирены, поскольку, рассказывая о внуке Аркесилая II Аркесилае III, Геродот сообщает, что этот правитель был женат на своей родственнице, дочери царя Барки Алазира. После завоевания персами Египта в 525 году до н. э. Барка и Кирена добровольно признали власть персидского царя и стали выплачивать ему дань, сохранив при этом самоуправление.
Вскоре Аркесилай III во время восстания своих подданных бежал к тестю, но был вместе с ним убит баркейцами и некоторыми киренскими изгнанниками. Мать Аркесилая III Феретима отправилась в Египет и обратилась за помощью к персидскому сатрапу Арианду. Последний направил в Ливию значительные армию и флот; осада Барки продолжалась 9 месяцев, но, несмотря на неоднократные приступы и подкопы, персы не могли захватить город. Наконец, Барка была захвачена хитростью (около 510 года до н. э.), а Феретима жестоко расправилась с убийцами своего сына и их жёнами. Большая часть остальных жителей была обращена в рабство и поселена персами в Бактрии.
В эллинистический период значение города стало падать после основания на месте небольшого поселения, выполнявшего функции порта Барки, нового города — Птолемаиды. Согласно «Периплу Псевдо-Скилака», гавань Барки располагалась в 500 стадиях от Кирены и 620 стадиях от Гесперид, а сам город стоял в 100 стадиях от моря по прямой через ущелье, в то время как расстояние по дороге было значительно больше. Птолемаида оттянула на себя значительную часть населения Барки. Страбон и Плиний Старший вообще говорят о Барке и Птолемаиде как о едином поселении, однако Стефан Византийский их разделяет, помещая Барку в число удалённых от моря городов. При поздней Римской империи Барка стала центром епархии, а после арабского завоевания, вероятно, играла важную роль в качестве перевалочного пункта караванной торговли на пути из Египта в западные провинции Северной Африки. Археологические памятники, дошедшие до нашего времени, незначительны и относятся главным образом к арабскому периоду в истории Барки.

## Барка и христианство
Раннее христианство проникло в Ливийский Пентаполис из Египта. В соответствии с решением Никейского собора (325) Киренаика была поставлена в зависимость от Александрийской епархии. Поэтому Пентаполис включён в титулатуру как патриарха Коптской православной церкви, так и патриарха Александрийского. Хотя Барка неоднократно подвергалась разрушению и переживала периоды упадка, в ней, тем не менее, постоянно находилась резиденция епископа. Так, на Никейском соборе Барку представлял арианский епископ Зопир, Зиновий подписывал акты Эфесского собора, а Феодор принимал участие во Втором Эфесском («разбойничьем») соборе.
Митрополит Западного Пентаполиса занимал самую высокую должность в Священном синоде Коптской православной церкви после папы Александрийского. После периода правления папы Иоанна VI эта епархия стала титулярной. Также Барка является титулярной епархией Римско-католической церкви.